# 钻萼唇柱苣苔
钻萼唇柱苣苔（学名：Chirita subulatisepala），为苦苣苔科唇柱苣苔属下的一个植物种。